# El Manzano (núcleo habitado)
El Manzano fue un núcleo habitado del ferrocarril de Riotinto situado en el municipio español de Berrocal, en la provincia de Huelva. Esta línea férrea estuvo en servicio entre 1875 y 1984, dedicada al transporte de mineral y pasajeros. El núcleo de El Manzano se encontraba situado en la zona del Barranco del Lobo, a poca distancia del túnel y del puente homónimos, así como de la cercana estación de Berrocal. Llegó a levantarse un pequeño poblado ferroviario, con varias viviendas y otros edificios. En la actualidad el antiguo complejo se encuentra abandonado y parcialmente derruido.